# Ambassade d'Allemagne au Royaume-Uni
L'ambassade de la République fédérale d'Allemagne au Royaume-Uni se situe à Londres.
L'ambassade d'Allemagne se situe au 23 Belgrave Square / Chesham Place (SW1X 8PZ), à Londres. Son ambassadeur est, depuis 2022, Miguel Berger.

## Histoire
L'histoire de la diplomatie allemande à Londres commence avec le premier ambassadeur de Prusse à la cour d'Angleterre de Charles II, Ézéchiel Spanheim (1629-1710). Ce dernier passe neuf ans à Londres et noue, entre autres, en plus de son travail de diplomate, des liens avec Gottfried Wilhelm Leibniz. Il est enterré au côté de sa femme dans l'abbaye de Westminster.
Après une longue période sans relations diplomatiques germano-anglaise, Dodo Heinrich baron d'Inn et de Knyphausen est nommé en 1758 à Londres pour représenter les intérêts de la Prusse jusqu'à la fin de la guerre de Sept Ans.
Wilhelm von Humboldt (1767-1835) est l'envoyé de la Prusse à Londres en 1817. À cette époque, il y avait au total onze représentants des différents États constituant l'Allemagne géographique (qui ne forme pas encore un pays). De 1827 à 1841, Heinrich von Bülow conduit l'ambassade royale de Prusse, qui se composait de quatre personnes.
Christian Karl Josias von Bunsen succède à Bülow en 1841. Il agrandit la représentation de la Prusse à Londres, située aux n°4 à n°9 Carlton House Terrace, un immeuble de prestige de style classique. Il noue des contacts étroits avec Albert de Saxe-Cobourg-Gotha, époux de la reine Victoria. Leur fille, la princesse Victoria, se marie avec le futur empereur d'Allemagne Frédéric III à Londres en 1858, et une cérémonie a lieu à l'ambassade.
Après avoir tenté de conduire la Prusse dans le camp des neutres avec les Britanniques pendant la guerre de Crimée, il est rappelé à Berlin. Entre 1854 et 1861, l'envoyé de Prusse est Albrecht Graf von Bernstorff, jusqu'à ce que le roi Guillaume Ier le nomme, sur le conseil de Bismarck, au rang d'ambassadeur. À partir de 1866, il représente la Confédération d'Allemagne du Nord, avant de devenir en 1871 le premier ambassadeur de l'Empire allemand. Il est suivi jusqu'à la fin de la monarchie en 1918 par cinq autres ambassadeurs. La diplomatie entre l'Allemagne et le Royaume-Uni était déjà à l'époque d'une grande importance, ce qui explique le prestige du poste d'ambassadeur dans ce pays.
Le premier représentant diplomatique de la République de Weimar est Friedrich Sthamer. Il travaille aux n°8 n°9 Carlton House Terrace. Lui succèdent dans ses fonctions Konstantin von Neurath et Leopold von Hoesch. Sous le Troisième Reich, l'ambassadeur est Joachim von Ribbentrop. Il quitte Carlton House Terrace le 12 mars 1938, date de l'Anschluss. Il est remplacé par Herbert von Dirksen. Cette annexion a conduit l'Allemagne à utiliser le bâtiment de l'ambassade autrichienne comme section consulaire allemande. L'Autriche ne retrouvera ce bâtiment diplomatique qu'en 1949.
Le 16 juin 1950 ouvre à Londres un consulat général d'Allemagne qui reste en place jusqu'en 1955. Cette même année, l'ambassade de la jeune République fédérale d'Allemagne ouvre ses portes dans la capitale britannique au 21-23 Belgrave Square. Le bâtiment de Carlton House Terrace n'a pu revenir à l'Allemagne parce que les Britanniques y avaient établi le Bureau d'administration des biens ennemis. De nos jours, il s'agit du siège de la Royal Society.
Le premier ambassadeur ouest-allemand est Hans Schlange-Schöningen, qui ne parlait pas anglais jusqu'à sa nomination et n'avait pas de grande expérience diplomatique. Néanmoins, il maîtrise une situation politique difficile et entame avec succès la réconciliation entre l'Allemagne et la Grande-Bretagne. Son successeur, Hans-Heinrich Herwarth von Bittenfeld, organise la première visite d'un chef d'État ouest-allemand à Londres, en 1958 avec Theodor Heuss, donnant un nouvel élan à l'amitié entre les deux pays. Deux ans plus tard ouvre à Londres un Institut Goethe.
De nos jours, l'ambassade d'Allemagne à Londres est un pivot des relations anglo-allemandes, avec un large domaine d'actions. L'ancienne ambassade de la RDA appartient désormais à l'ambassade de la République fédérale d'Allemagne, qui s'en sert comme lieu d'exposition et de réception.

## Architecture

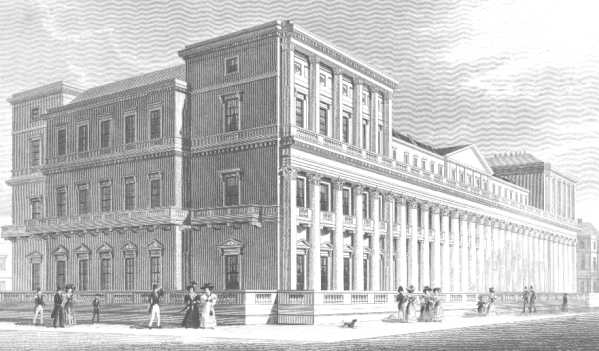
N°4 et n°9 Carlton House Terrace (ambassade allemande jusque 1955).
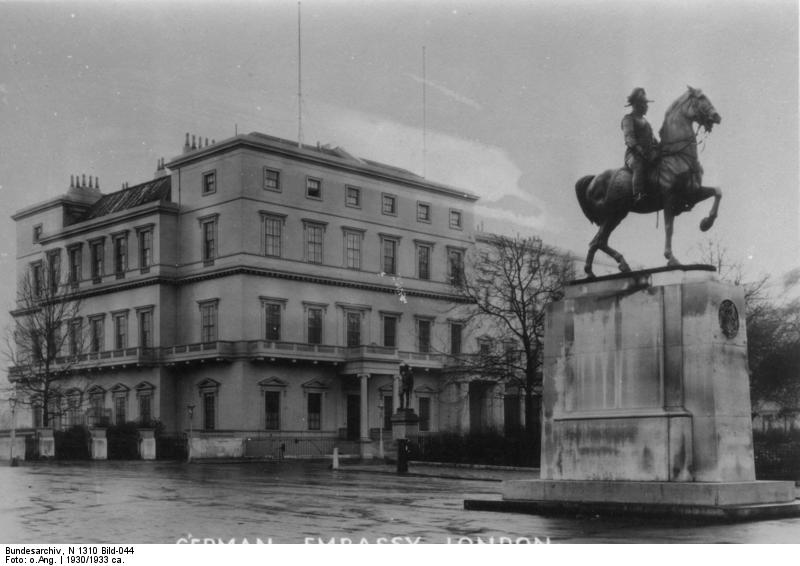
L'ambassade en 1932.
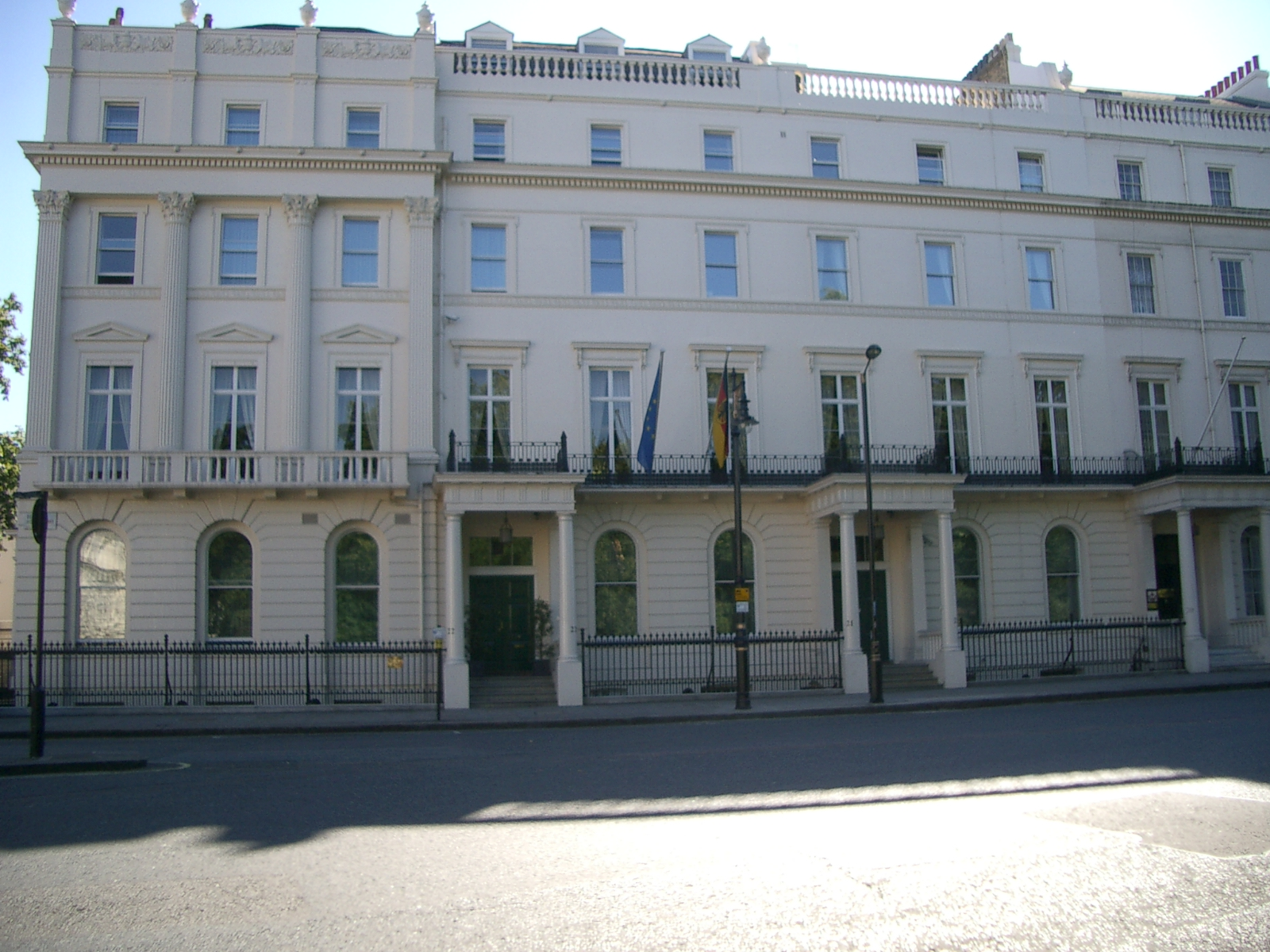
La résidence de l'ambassadeur à Belgrave Square.
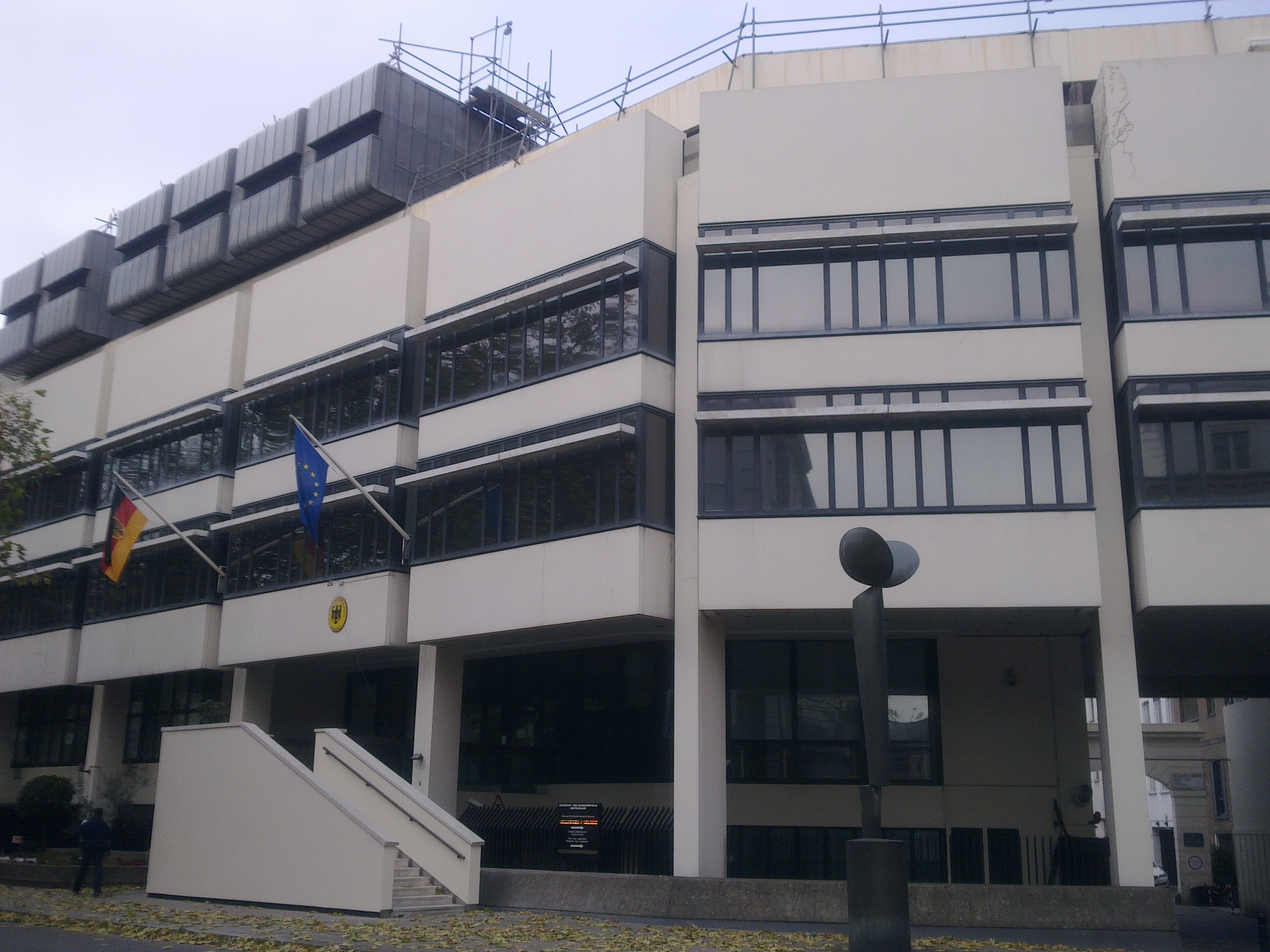
L'ambassade d'Allemagne à Londres, photo prise en 2013.
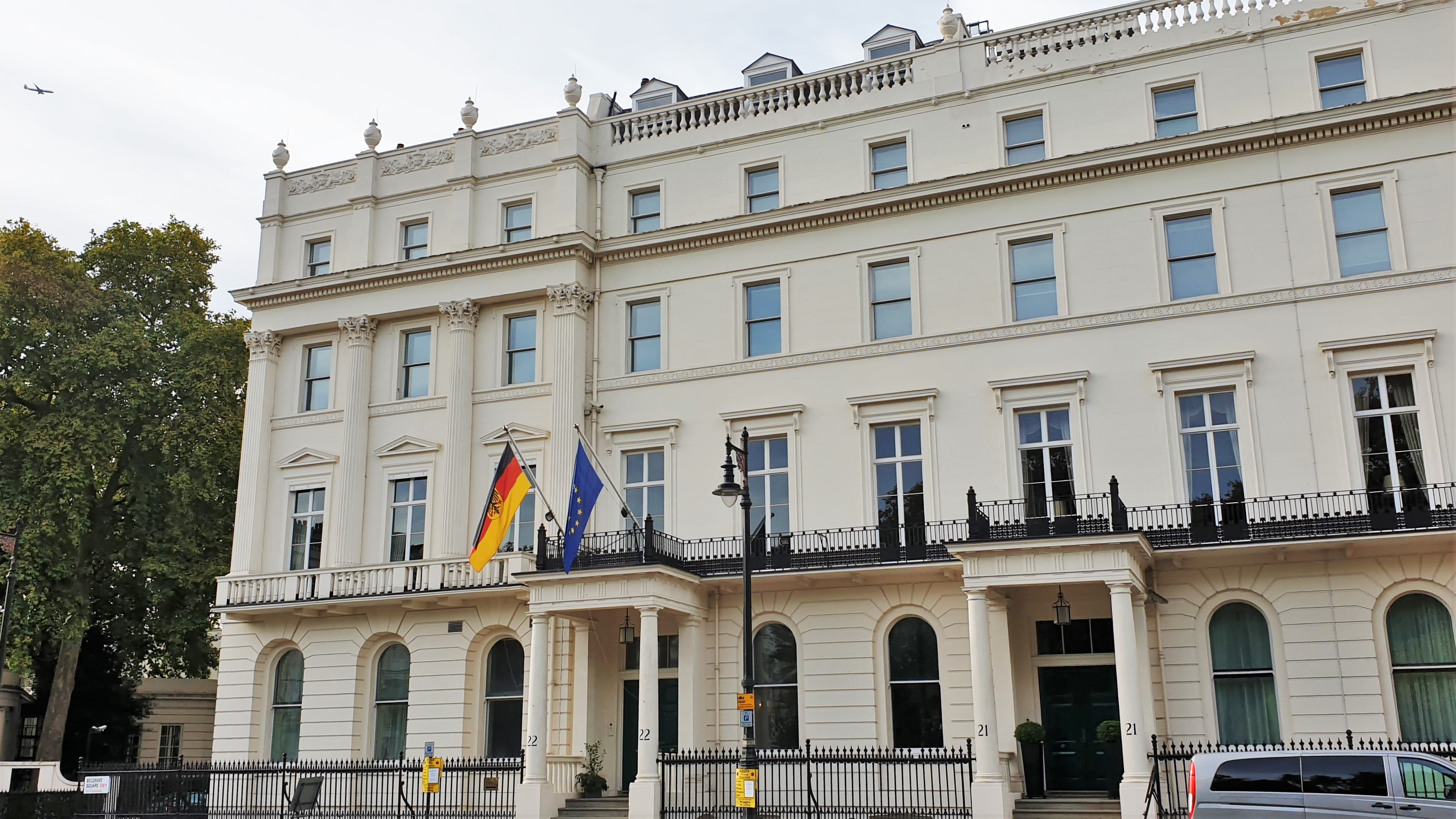
Entrée principale de l'ambassade, photo prise en 2021.

## Ambassadeurs d'Allemagne au Royaume-Uni

### Avant l'Empire
Bade
- 1817-1832 : Philipp von Langsdorff

Bavière
- Liste des ambassadeurs de Bavière au Royaume-Uni (de)

Hanovre
- 1837-1840 : Börries Wilhelm von Münchhausen
- 1840-1866 : Adolf von Kielmansegg

Hanse
- Liste des ambassadeurs de Hanse au Royaume-Uni (de)

Prusse
- Liste des ambassadeurs prussiens au Royaume-Uni (de)

Saxe
- Liste des ambassadeurs de Saxe au Royaume-Uni (de)

Wurtemberg
- 1814-1816 : Joseph Ignaz von Beroldingen
- 1816-1821 : August von Neuffer
- 1821-1840 : Karl August von Mandelsloh

### Ambassadeurs de l'Empire allemand

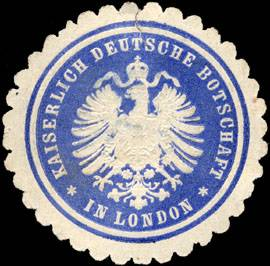
Sigle de l'ambassade impériale à Londres.

- 1871-1873 : Albrecht von Bernstorff
- 1885-1901 : Paul von Hatzfeldt
- 1901-1912 : Paul von Wolff-Metternich
- 1912 : Adolf Marschall von Bieberstein
- 1912-1914 : Karl Max von Lichnowsky
- 1914-1919 : Friedrich Sthamer (chargé d'affaires)

### Ambassadeurs de la République de Weimar
- 1920-1930 : Friedrich Sthamer
- 1930-1932 : Konstantin von Neurath
- 1932-1933 : Leopold von Hoesch

### Ambassadeurs du Troisième Reich
- 1932-1936 : Leopold von Hoesch
- 1936-1938 : Joachim von Ribbentrop
- 1938-1939 : Herbert von Dirksen
- 1939-1950 : Pas de relations diplomatiques

### Ambassadeurs de la République démocratique allemande
- 1955-1963 : Kurt Wolf (représentant commercial)
- 1963-1965 : Jost Prescher (représentant commercial)
- 1965-1967 : Erich Renneisen (représentant commercial)
- 1967-1971 : Dieter Butters (représentant commercial)
- 1971-1980 : Karl-Heinz Kern
- 1980-1984 : Martin Bierbach
- 1984-1989 : Gerhard Lindner
- 1989-1990 : Joachim Mitdank
- 1990 : Ulrike Birkner

### Ambassadeurs de la République fédérale d'Allemagne
- 1950-1955 : Hans Schlange-Schöningen
- 1955-1961 : Hans-Heinrich Herwarth von Bittenfeld
- 1961-1965 : Hasso von Etzdorf
- 1965-1970 : Herbert Blankenhorn
- 1970-1977 : Karl-Günther von Hase
- 1977-1980 : Hans Helmuth Ruete
- 1980-1983 : Jürgen Ruhfus
- 1985-1989 : Rüdiger von Wechmar
- 1989-1993 : Hermann von Richthofen
- 1993-1995 : Peter Hartmann
- 1995-1997 : Jürgen Oesterhelt
- 1997-1999 : Gebhardt von Moltke
- 1999-2002 : Hans-Friedrich von Ploetz (de)
- 2002-2006 : Thomas Matussek
- 2006-2008 : Wolfgang Ischinger
- 2008-2013 : Georg Boomgaarden
- 2014-2018 : Peter Ammon
- 2018-2020 : Peter Wittig
- 2020-2022 : Andreas Michaelis
- depuis 2022 : Miguel Berger